# Edward Seymour, visconte Beauchamp
Edward Seymour, visconte Beauchamp (Torre di Londra, 21 settembre 1561 – 21 luglio 1612), è stato un nobile inglese.

## Biografia
Era il figlio del I conte di Hertford e di Lady Caterina Grey, sorella minore di Lady Giovanna Grey. Nacque nella Torre di Londra, dove sua madre era stata imprigionata per aver sposato in segreto suo padre, contro la volontà della regina Elisabetta I. Per molti anni, Edward e suo fratello furono considerati illegittimi, in quanto considerati frutto di un matrimonio illegale.
Indipendentemente da tali problemi, quando nel 1603 si aprì la successione ad Elisabetta, Edward era l'erede più anziano fra quelli così qualificati secondo i criteri contenuti nel testamento di Enrico VIII. L'unica altra possibile erede - dovendo tenere conto dei suddetti criteri - era Anna Stanley, contessa di Castlehaven. La successione, nonostante ciò, progredì in favore di Giacomo VI di Scozia, che venne posto sul trono inglese. Elisabetta non aveva mai ufficialmente sostituito le ultime volontà del padre, ma Giacomo riuscì comunque a salire al trono grazie al sostegno del Parlamento inglese. Se le disposizioni di Enrico VIII fossero state rispettate, Edward sarebbe diventato Edoardo VII d'Inghilterra, e l'Inghilterra e la Scozia non sarebbero state unite in un unico regno.

## Matrimonio
Nel 1592 sposò la cugina Honora Rogers, figlia di Andrew Rogers e Mary Seymour. Ebbero sei figli:
- Edward Seymour, visconte Beauchamp (1586-1618), sposò Lady Anne Sackville, figlia del II conte di Dorset, morì senza eredi;
- William Seymour, visconte Beauchamp (1588-1660), in seguito II conte di Hertford e II duca di Somerset;
- Francis Seymour (1590-1664), barone Seymour di Trowbridge. Nonno di Charles Seymour, VI duca di Somerset;
- Honora Seymour (1594-1620), sposò Sir Ferdinand Sutton, figlio del V barone Dudley;
- Anne Seymour;
- Mary Seymour;

## Ascendenza
|                                     |                                    |                                          | Genitori                           |  |  | Nonni |  |  | Bisnonni     |  |  | Trisnonni    |  |
|                                     |                                    |                                          |                                    |  |  |       |  |  | John Seymour |  |  | John Seymour |  |
|                                     |                                    |                                          |                                    |  |  |       |  |  | John Seymour |  |  | John Seymour |  |
|                                     |                                    | Elizabeth Darrell                        |                                    |  |  |       |  |  | John Seymour |  |  |              |  |
| Edward Seymour, I duca di Somerset  |                                    |                                          |                                    |  |  |       |  |  | John Seymour |  |  |              |  |
|                                     |                                    | Margery Wentworth                        | Henry Wentworth                    |  |  |       |  |  |              |  |  |              |  |
|                                     |                                    | Margery Wentworth                        | Henry Wentworth                    |  |  |       |  |  |              |  |  |              |  |
|                                     |                                    | Margery Wentworth                        | Anne Say                           |  |  |       |  |  |              |  |  |              |  |
| Edward Seymour, I conte di Hertford |                                    | Margery Wentworth                        |                                    |  |  |       |  |  |              |  |  |              |  |
|                                     |                                    | Edward Stanhope                          | Thomas Stanhope                    |  |  |       |  |  |              |  |  |              |  |
|                                     |                                    | Edward Stanhope                          | Thomas Stanhope                    |  |  |       |  |  |              |  |  |              |  |
|                                     |                                    | Edward Stanhope                          | Mary Jerningham                    |  |  |       |  |  |              |  |  |              |  |
| Anne Stanhope                       |                                    | Edward Stanhope                          |                                    |  |  |       |  |  |              |  |  |              |  |
|                                     |                                    | Elizabeth Bourchier                      | Fulk Bourchier, X barone FitzWarin |  |  |       |  |  |              |  |  |              |  |
|                                     |                                    | Elizabeth Bourchier                      | Fulk Bourchier, X barone FitzWarin |  |  |       |  |  |              |  |  |              |  |
|                                     |                                    | Elizabeth Bourchier                      | Elizabeth Dinham                   |  |  |       |  |  |              |  |  |              |  |
| Edward Seymour, visconte Beauchamp  |                                    | Elizabeth Bourchier                      |                                    |  |  |       |  |  |              |  |  |              |  |
|                                     | Thomas Grey, II marchese di Dorset | Thomas Grey, I marchese di Dorset        |                                    |  |  |       |  |  |              |  |  |              |  |
|                                     | Thomas Grey, II marchese di Dorset | Thomas Grey, I marchese di Dorset        |                                    |  |  |       |  |  |              |  |  |              |  |
|                                     | Thomas Grey, II marchese di Dorset | Cecily Bonville, VII baronessa Harington |                                    |  |  |       |  |  |              |  |  |              |  |
| Henry Grey, I duca di Suffolk       | Thomas Grey, II marchese di Dorset |                                          |                                    |  |  |       |  |  |              |  |  |              |  |
|                                     |                                    | Margaret Wotton                          | Robert Wotton                      |  |  |       |  |  |              |  |  |              |  |
|                                     |                                    | Margaret Wotton                          | Robert Wotton                      |  |  |       |  |  |              |  |  |              |  |
|                                     |                                    | Margaret Wotton                          | Anne Belknap                       |  |  |       |  |  |              |  |  |              |  |
| Catherine Grey                      |                                    | Margaret Wotton                          |                                    |  |  |       |  |  |              |  |  |              |  |
|                                     |                                    | Charles Brandon, I duca di Suffolk       | William Brandon                    |  |  |       |  |  |              |  |  |              |  |
|                                     |                                    | Charles Brandon, I duca di Suffolk       | William Brandon                    |  |  |       |  |  |              |  |  |              |  |
|                                     |                                    | Charles Brandon, I duca di Suffolk       | Elizabeth Bruyn                    |  |  |       |  |  |              |  |  |              |  |
| Frances Brandon                     |                                    | Charles Brandon, I duca di Suffolk       |                                    |  |  |       |  |  |              |  |  |              |  |
|                                     |                                    | Maria Tudor                              | Enrico VII d'Inghilterra           |  |  |       |  |  |              |  |  |              |  |
|                                     |                                    | Maria Tudor                              | Enrico VII d'Inghilterra           |  |  |       |  |  |              |  |  |              |  |
|                                     |                                    | Maria Tudor                              | Elisabetta di York                 |  |  |       |  |  |              |  |  |              |  |
|                                     |                                    | Maria Tudor                              |                                    |  |  |       |  |  |              |  |  |              |  |